# Đurđica Bjedov
Đurđa Bjedov, detta Đurđica (Spalato, 5 aprile 1947), è un'ex nuotatrice croata.
Specializzata nella rana, ha vinto la medaglia d'oro nei 100 m rana e l'argento nei 200 m ai Giochi olimpici di Città del Messico 1968 in rappresentanza della ex Jugoslavia.
La sua vittoria nei 100 m. rana è stata l'unica per un atleta della ex Jugoslavia nella storia del nuoto alle Olimpiadi.
Nel 1987 è stata inserita nella International Swimming Hall of Fame.

## Palmarès
- Olimpiadi

Città del Messico 1968: medaglia d'oro nei 100 m. rana e medaglia d'argento nei 200 m. rana.